# Newscoop
Newscoop — система управления содержимым, специализированная для новостных и информационных сайтов, а также для сайтов печатных изданий. Написана на языке PHP и использует в качестве хранилища базу данных MySQL. Система с открытым кодом, является свободным программным обеспечением, распространяемым под лицензией GNU GPL.
31 января 2011 года появился первый релиз Newscoop 3.5 с функциями многоавторского управления статьями, инструментом геолокации, усовершенствованным движком кеширования страниц и др.
До версии 3.5 система носила название «Campsite».

## Этимология
Название Newscoop происходит от двух слов — news (новости, известия) и scoop (сенсационная новость (опубликованная в газете до её появления в других газетах)), что говорит о специализации системы как программного продукта для поддержки новостных изданий. Часть слова «coop» может интерпретироваться как начало слова «cooperation» (сотрудничество) и отражает идею развития системы при поддержке многонационального сообщества.

## История проекта
Разработка проекта создания системы управления онлайн новостными ресурсами началась ещё в 1999 году. В 2001 году Международный фонд поддержки независимых СМИ (MDLF) запустил проект Campware для поддержки независимых СМИ в странах развивающейся демократии. В рамках этого проекта началось создание программного продукта Campware, с 1999 года  была проведена грандиозная работа для развития ориентированной на пользователя, финансово-жизнеспособной, многоязыковой платформы для новостных СМИ. Специфика проектов MDLF не позволяла широкого использования системы и публикования официальной статистики сайтов, поддерживаемых в то время Campsite. Одним из самых успешных из проектов был Балканский проект, объединивший более 50 сайтов газет и журналов в странах бывшей Югославии в 2004—2009 гг. Развитие и поддержка системы в то время осуществлялась небольшой командой под руководством Мугура Руса. Тем не менее с появлением первого стабильного релиза Campsite в 2003 году, система стала системой с открытым кодом, доступной для мирового сообщества журналистов.
Ситуация в корне поменялась в 2010 году, когда менеджеры Сава Татич, Мич Флор и Дуглас Арелланес, стоявшие у истоков создания системы, приняли решение о создании нового сообщества, дав таким образом толчок для развития программных продуктов Campware в новом структурном качестве. В мае 2010 года была зарегистрирована новая некоммерческая организация, негосударственная компания Sourcefabric, главный офис которой находится в Праге (Чехия). В конце 2010 года у компании появились филиалы в Берлине (Германия) и Торонто (Канада). 17 января 2011 года Sourcefabric объявил о переименовании Campsite в Newscoop. Несмотря на структурные изменения, политика новой организации не изменилась. Работа компании и всего сообщества в целом направлены на поддержку профессиональной журналистики. Newscoop по-прежнему остается свободным программным продуктом. Поддержку и развитие получила также бесплатная программа Airtime (ранее известная как Campcaster) для эфирного и удаленного радиовещания.
В феврале 2012 года компания Sourcefabric анонсировала первый релиз нового программного продукта Booktype для создания, редактирования и хранения книг и документации в электронном виде и для печати.
Также в ближайшем будущем планируется запуск нового продукта Superdesk, основная задача которого — автоматизация процесса работы конвергентной редакции.
Сообщество Sourcefabric многонациональное, в его рядах — англичане и немцы, сербы и народы бывшей Югославии, чехи, арабы, румыны, русские и белорусы, жители Латинской Америки, Соединенных штатов и Канады, греки, грузины и др. Сообщество растет и развивается с каждым днем, приглашая в свои ряды журналистов, php-разработчиков и кодеров, переводчиков и специалистов по документации, менеджеров и редакторов.

## Описание системы
Newscoop разработана как специализированная система для создания онлайн версий печатных изданий — газет, журналов с ежедневной, еженедельной, ежемесячной периодичностью выпуска новостей, а также независимых новостных сайтов и порталов. Структура контента системы построена в соответствии с логикой печатных изданий, т. е. CMS позволяет размещение нескольких изданий одного издательства, каждое издание регулярно публикует новые выпуски, которые, в свою очередь, содержат рубрики со статьями. Обновление рубрик статьями может осуществляться всем редакционным отделом (от журналиста до главного редактора и менеджера по подписке) с разделением прав доступа к созданию, редактированию и опубликованию контента на сайте.
Система имеет специализированные встроенные модули и плагины для онлайн-интервью, блогов и опросов, осуществляет поддержку всех типов медиа (фото, аудио- и видеоматериалов), содержит календарь планирования для опубликования статей на сайте.

## Основные возможности
- Поддержка многоязычности. Кроме возможности создания многоязычного сайта, система позволяет добавлять языковые версии (переводы) для любой статьи сайта.
- Создание дизайна любой сложности. Система шаблонов позволяет создавать оригинальный дизайн и с лёгкостью изменять его внешний вид. Шаблоны CMS построены на использовании стандартов Smarty, движок шаблонов разработан на PHP.
- Набор бесплатных шаблонов для сайта.
- Определение геолокации статьи. Использование карт Google Maps, Mapquest Open и OpenStreetMap позволяет определить географическое месторасположения события или новости на сайте. Читатели с GPS-поддержкой мобильных устройств могут найти расположение события.
- Существует защита от CSRF (перекрёстная подделка запроса).
- Используется движок кеширования страниц, увеличивающий скорость загрузки Ваших страниц от 8 до 20 раз по сравнению с некешированной областью рабочей среды. Особенно полезен для VPS хостов, где APC или Memcached недоступны.
- Поддержка пользователей на форуме, подписка на обновления системы.

## Возможности администрирования
- Структура контента в административной части системы представлена в виде иерархической структуры - издание -> выпуски -> рубрики -> статьи. Допускаются различные типы статей, что позволяет создавать статьи с любым количеством и типом полей.
- На главной странице размещается информация о последних изменениях в статьях, об отправленных на коррекцию редактору статьях, статистика прочтений статей, виджеты внутреннего поиска, а также поиска Google,
- Пользователи внутреннего интерфейса в Newscoop разделены на 2 категории: редакционный отдел (журналисты, редакторы, главные редакторы, менеджеры по подписке, администраторы) и подписчики. Пользовательский тип редакционного отдела определяется списком действий, которые дозволяются выполнять пользователю системой. В системе этот список задач колеблется от создания, управления и редактирования изданий, рубрик и статей, управлением шаблонами и настройками системы. Создание такой иерархии обусловлен технологическим процессом работы редакции — журналистам разрешено создавать статьи, но опубликовать их на сайте имеет право только редактор.
- Встроенный TinyMCE-редактор позволяет создавать и редактировать тексты статей, встраивать любые форматы видео-, аудиофайлов, графических изображений в тело статьи (собственные или импортируемые с других онлайн-ресурсов в виде встроенных кодов <iframe> и <object>), присоединять текстовые файлы для скачивания и просмотра.
- Интерфейс программы локализован на более чем 15 языках (включая русский и белорусский), встроенный модуль локализатора позволяет изменять язык интерфейса на локальном сервере пользователя.
- Управления авторами статей — сортировка, поиск по критериям, создание базы данных с размещением расширенной информацией об авторах — краткие и полные биографические данных, фото и видео информация.
- Встроенные модули и плагины (статистика прочтений статьи, блоги, форум, опросы, онлайн-интервью и др.).
- Публикацию статей на сайте можно определить с помощью календаря-планировщика.

## Минимальные системные требования
Для установки Newscoop на сервер и его работы необходимы:
- Apache веб-сервер версии 2.0.x или более новая версия. Для Debian или Ubuntu GNU / Linux, вы можете установить метапакет apache2, который установит все необходимые пакеты на веб-сервер.
- MySQL 5.0 или более новая версия.
- PHP версии 5.3 или более новая.

Должны быть установлены следующие php-модули:
- php5-cli — Интерфейс модуля командной строки;
- php5-mysql — функции для доступа к серверу баз данных MySQL;
- php5-gd — модуль для работы с графикой из PHP-скриптов.

А также:
- ImageMagick — программы пакетной обработки графических файлов.